# Primarias del Partido Demócrata de 2008 en el Distrito de Columbia

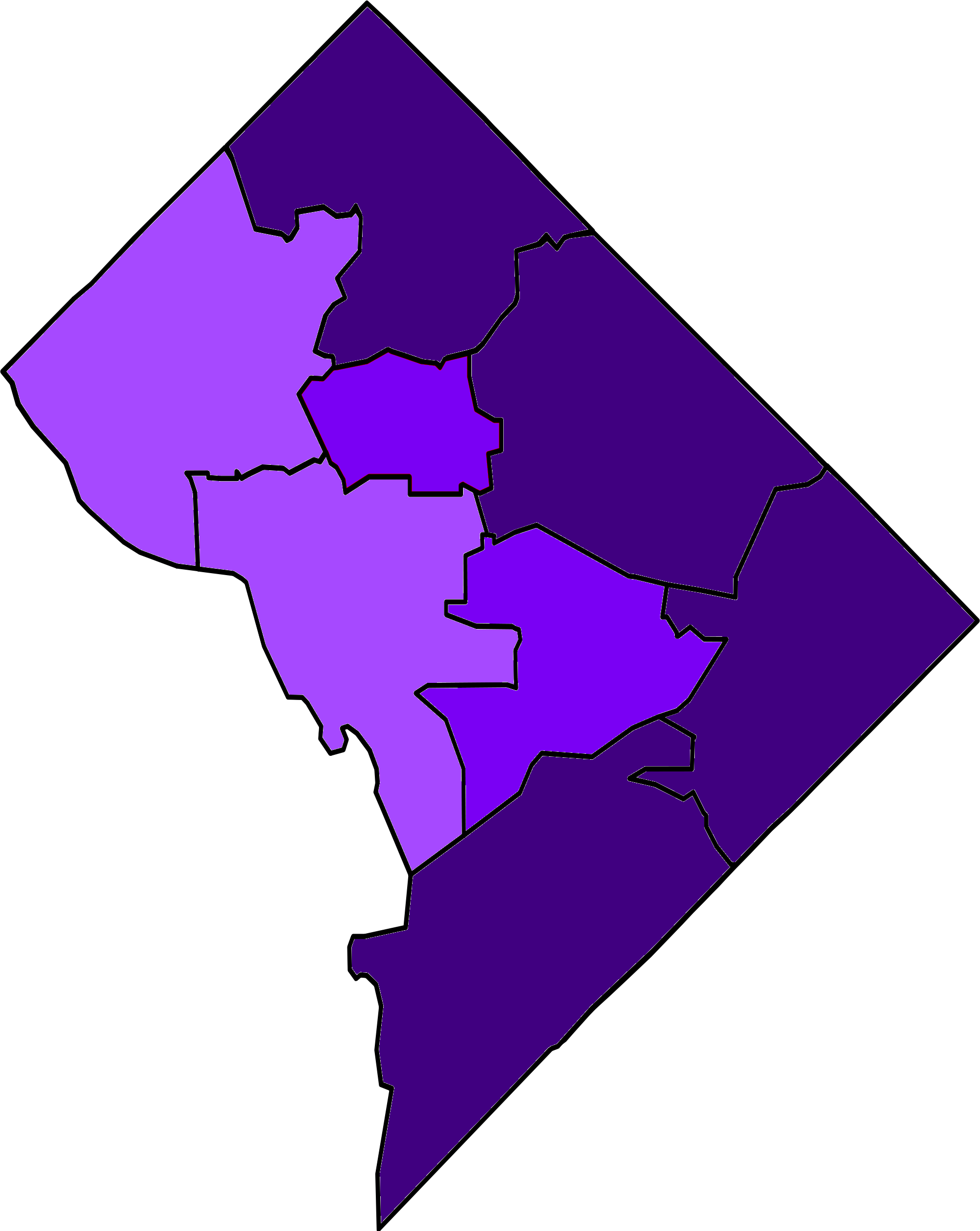
Distrito de Columbia

Las Primarias Demócratas del Distrito de Columbia, 2008, fueron el 12 de febrero de 2008, llamadas como las "Primarias Potomac" porque Maryland y Virginia también hicieron sus primarias ese día.
Barack Obama ha recibido apoyo del actual alcalde de alcalde Adrian Fenty y el exalcalde Marion Barry, mientras que él y Hillary Clinton han sido respaldado por varios miembros del consulado de D.C.
Barack Obama es proyectado como ganador de las primarias.

## Resultados
| Candidato       | Votos   | Porcentajes | Delegados |
| --------------- | ------- | ----------- | --------- |
| Barack Obama    | 85,534  | 75.59%      | 11        |
| Hillary Clinton | 27,326  | 24.15%      | 3         |
| Indecisos       | 297     | 0.26%       | 0         |
| Total           | 113,157 | 100%        | 14        |

A las 7:42 PM PST, Barack Obama es proyectado ganador las primarias de DC por MSNBC y otras estaciones de noticias.